# Guggenheimov muzej, Bilbao
Guggenheimov muzej Bilbao je muzej sodobne in moderne umetnosti, ki ga je zasnoval kanadsko-ameriški arhitekt Frank Gehry in je v Bilbau v Baskiji v Španiji. Muzej je 18. oktobra 1997 otvoril španski kralj Juan Carlos I. z razstavo 250 sodobnih umetniških del. Zgrajen je ob reki Nervión, ki teče skozi mesto Bilbao do Biskajskega zaliva in je eden izmed številnih muzejev, ki pripadajo fundaciji Solomon R. Guggenheim, in ima stalne in gostujoče razstave del španskih in mednarodnih umetnikov. Je eden največjih španskih muzejev. Leta 2020 je muzej obiskal 315.908 obiskovalcev, kar je 73 odstotkov manj kot leta 2019 zaradi pandemije COVID-19. Leta 2020 se je na lestvici najbolj obiskanih umetniških muzejev uvrstil na 73. mesto.
Eno najbolj občudovanih del sodobne arhitekture je bila stavba razglašena za »signalni trenutek v arhitekturni kulturi«, ker predstavlja »enega redkih trenutkov, ko so bili kritiki, akademiki in širša javnost glede nečesa popolnoma enotni«, po mnenju arhitekturnega kritika Paula Goldbergerja. Muzej je bila stavba, ki je bila najpogosteje imenovana za eno najpomembnejših del, dokončanih od leta 1980 v Svetovni raziskavi arhitekture leta 2010 med arhitekturnimi strokovnjaki.

## Zgodovina
Leta 1991 je baskovska vlada Fundaciji Solomon R. Guggenheim predlagala, naj financira Guggenheimov muzej, ki naj bi ga zgradili na opustošenem pristaniškem območju Bilbaa, nekoč glavnem mestu dohodka. Baskovska vlada se je dogovorila, da bo pokrila 100 milijonov ameriških dolarjev stroškov gradnje, ustanovila 50 milijonov dolarjev sklada za prevzem, plačala enkratno 20 milijonov ameriških dolarjev Guggenheimu in subvencionirala letni proračun muzeja v višini 12 milijonov dolarjev. V zameno se je Fundacija dogovorila, da bo upravljala ustanovo, rotirala njene stalne zbirke skozi muzej v Bilbau in organizirala začasne razstave.
Muzej je zgradil Ferrovial,  po ceni 89 milijonov ameriških dolarjev. Približno 5.000 prebivalcev Bilbaa se je v noči pred uradnim odprtjem pred muzejem udeležilo predodprtja, na katerem so nastopili svetlobni šovi na prostem in koncerti. 18. oktobra 1997 je muzej odprl španski Juan Carlos I.

## Stavba

### Arhitektura
Fundacija Solomon R. Guggenheim je za arhitekta izbrala Franka Gehryja, njen direktor Thomas Krens pa ga je spodbudil, naj oblikuje nekaj drznega in inovativnega. Krivulje na zunanji strani stavbe naj bi bile videti naključne; arhitekt je dejal, da so »naključnosti krivulj zasnovane tako, da ujamejo svetlobo«. Notranjost »je zasnovana okoli velikega, s svetlobo napolnjenega atrija s pogledom na estuarij Bilbaa in okoliške hribe Baskije«. Atrij, ki je zaradi svoje oblike dobil vzdevek Cvet, služi kot organizacijsko središče muzeja.
Ko se je Guggenheimov muzej Bilbao odprl za javnost leta 1997, je bil takoj pozdravljen kot ena najspektakularnejših stavb na svetu v slogu dekonstruktivizma (čeprav se Gehry ne povezuje s tem arhitekturnim gibanjem), mojstrovina 20. stoletja. stoletja. Arhitekt Philip Johnson jo je opisal kot »največjo zgradbo našega časa« , medtem ko jo je kritik Calvin Tomkins v The New Yorkerju označil za »fantastično sanjsko ladjo valovite oblike v titanovem ogrinjalu«, s sijajno odsevnimi ploščami. spominja tudi na ribje luske. Herbert Muschamp je pohvalil njeno »živo srebro« v reviji The New York Times Magazine. Independent muzej imenuje »presenetljiv arhitekturni podvig«.
Muzej je brez težav vključen v urbani kontekst in svoje medsebojno povezane oblike kamna, stekla in titana razgrne na 32.500 kvadratnih metrih ob reki Nervión v starodavnem industrijskem središču mesta; medtem ko je z ravni ulice skromen, je najbolj impresiven, če ga gledamo z reke. S skupno 24.000 m2, od katerih je 11.000 m2 namenjenih razstavnim prostorom, je imel več razstavnih površin kot tri Guggenheimove zbirke v New Yorku in Benetkah skupaj v tistem času. 11.000 m2 razstavnih površin je razdeljenih na devetnajst galerij, od katerih jih deset sledi klasičnemu pravokotnemu načrtu, ki ga lahko od zunaj prepoznamo po kamnitih zaključkih. Preostalih devet galerij je nepravilne oblike, od zunaj pa jih lahko prepoznamo po vrtinčenih organskih oblikah in prevlekah iz titana. Največja galerija je 30 metrov široka in 130 metrov dolga. Leta 2005 je bila v njej monumentalna postavitev Richarda Serre The Matter of Time, ki jo je Robert Hughes poimenoval »pogumen in vzvišen«.
Stavba je bila zgrajena pravočasno in s proračunom, kar je redko za tovrstno arhitekturo. Gehry je v intervjuju za revijo Harvard Design Magazine razložil, kako mu je to uspelo. Najprej je zagotovil, da je med gradnjo prevladovalo tisto, kar imenuje »umetniška organizacija«, da bi preprečili, da bi politični in poslovni interesi posegali v oblikovanje. Drugič, pred nadaljevanjem se je prepričal, da ima podrobno in realno oceno stroškov. Tretjič, uporabil je računalniške vizualizacije, ki jih je izdelal Rick Smith z uporabo programske opreme CATIA V3 podjetja Dassault Systemes, in tesno sodeloval s posameznimi obrtniki stavb za nadzor stroškov med gradnjo.
KLM Royal Dutch Airlines je za gradnjo doniral 1.000.000 USD.

### Temeljenje
Ta muzej je ogromna zgradba, v katero je vgrajeno več kot 25.000 ton betona ali 10.000 kubičnih metrov, zato je zahtevala globoke in trdne temelje. Temelje so položili na armiranobetonske pilote, zabite v podlago na povprečni globini 14 metrov.
Stavba temelji na glini struge bližnje reke Ria de Bilbao; zato je bilo treba v velikem številu vsaditi pilote, ki so jih v zemljo zabili številni vrtalni stroji. Skupaj je bilo za zasidranje stavbe v tla zabitih 665 pilotov.

### Obloge
Podnožje stavbe je pokrito z bež apnencem iz kamnolomov Huéscar blizu Granade, izrezanih iz 5 cm debelih plošč. Stavba je jasna zaradi sten, posebej obdelanih za zaščito notranjosti pred sončnimi vplivi. Steklo oken je bilo obdelano tudi zato, da svetloba ne poškoduje razstavljenih predmetov.
Oblečena je v titanove plošče, razporejenih kot luske, na pocinkani jekleni konstrukciji. Zunanjost muzeja je narejena iz 33.000 titanovih plošč, materiala, ki je bil zaradi njihove toksičnosti nadomeščen za baker ali svinec. Številni testi so bili opravljeni z različnimi materiali, da bi našli tistega, ki bi vzdržal vročino in slabo vreme, hkrati pa ohranil svoj značaj. V tem raziskovalnem procesu so začeli s testi na vzorcih titana in našli najboljšo obravnavo.
Postopek laminiranja je občutljiv in ga je treba izvesti v krajih z visokimi viri energije, zato so laminirane dele izdelovali v Pittsburghu v Združenih državah Amerike, z valjanjem pa so lahko dobili titanove plošče debeline le 0,4 mm, kar je veliko tanjše, kot če bi uporabili jeklene plošče. Poleg tega je titan približno polovica teže jekla, muzejska prevleka iz titana tako predstavlja le 60 ton.
Med zasnovo so bili kosi zasnovani tako, da se uprejo slabemu vremenu, zato je bila izbrana prešita in ne valovita oblika, da se uprejo vetru in da se izognejo vibracijam med nevihtami.
Titan je material, ki ne onesnažuje, in vsak del je bil zasnovan drugače glede na njegovo usmerjenost na stavbi, zato se popolnoma ujema s krivuljami, ki jih je želel Frank Gehry.

## Virtualna stavba
Jeseni 1993 so arhitekti podjetja Gehry Partners začeli uporabljati programsko opremo CATIA podjetja Dassault Systemes za fazo shematskega načrtovanja muzeja Guggenheim v Bilbau za digitalizacijo in modeliranje zunanjosti muzejskega projekta. Ta programska oprema v bistvu natančno izračuna napetosti, katerim so izpostavljeni materiali, tako da ustvari 3D model, ki prikazuje različne napetosti, in omogoča izračun vrednosti številnih strukturnih elementov muzeja: jeklene konstrukcije, obloge iz titana ali temeljev. Pomagal je tudi avtomatizirati rezanje materialov, kot so plošče iz kamna ali titana.
Arhitekti so uporabili Master Modelling in Virtual Build Procese, ki so se jih naučili od Ricka Smitha in njegove uporabe istih tehnik v Koncertni dvorani Walta Disneya v zadnjih dveh letih. [24] Uspeh in globalna ozaveščenost Guggenheimovega muzeja v Bilbau sta začela novo dobo navidezne gradnje in je bila katalizator za tisto, kar je v sedmih letih pozneje postalo znano kot Building Information Modeling.
Pulitzerjev nagrajeni arhitekt Paul Goldberger deli besede drugih, da Bilbao »ne bi mogel biti zgrajen brez CATIA«. Nadalje pripoveduje, da je Bilbao »bil prva stavba, za katero je CATIA imela vlogo v skoraj vseh vidikih procesa načrtovanja in gradnje«.

## Razstave
V muzeju so zlasti »obsežna dela in instalacije sodobnih umetnikov«, kot je 100 metrov dolga Kača Richarda Serre in prikazuje dela baskovskih umetnikov, »pa tudi izbor izbirnih del«, del iz moderne umetniške zbirke fundacije. Leta 1997 so muzej odprli s 300-delnim pregledom umetnosti 20. stoletja od kubizma do umetnosti novih medijev – Muzeji Guggenheim in umetnost tega stoletja. Večina del je prišla iz Guggenheimove stalne zbirke, muzej pa je nabavil tudi slike Willema de Kooninga, Marka Rothka in Clyfforda Silla ter naročil nova dela Francesca Clementeja, Anselma Kieferja, Jenny Holzer in Richarda Serre.
Razstave se pogosto spreminjajo; muzej običajno gosti tematske razstave, osredotočene na primer na kitajsko ali rusko umetnost. Tradicionalne slike in skulpture so v primerjavi z instalacijami in elektronskimi oblikami v manjšini. Vrhunec zbirke in njena edina stalna razstava je Matter of Time (vključuje prejšnje delo, Snake), serija vremenskih jeklenih skulptur, ki jih je zasnoval Serra in je v 130-metrski galeriji Arcelor (prej znana kot Fish Galerija, vendar leta 2005 preimenovana v proizvajalca jekla, ki je sponzoriral projekt). Zbirke običajno izpostavljajo avantgardno umetnost, abstrakcijo 20. stoletja in neobjektivno umetnost. Ko je muzej leta 2011 napovedal razstavo Svetlobni interval, razstavo umetniških del grškega poslovneža Dimitrisa Daskalopoulosa, ki je tudi muzejski skrbnik, je to med drugim naletelo na kritiko preveč kuratorske moči za resnega dobrotnika. Leta 2005 sta Olivier Berggruen in Ingrid Pfeiffer pripravila retrospektivo Yvesa Kleina.
Leta 2012 je razstava Davida Hockneyja v muzej zbrala več kot 290.000 obiskovalcev.
- Tulipani, Jeff Koons
- Puppy, Jeffa Koonsa pred muzejem

## Gospodarski in medijski vpliv
Muzej je bil odprt v okviru prizadevanj za oživitev mesta Bilbao. Skoraj takoj po odprtju je Guggenheim Bilbao postal priljubljena turistična atrakcija in privabljal obiskovalce z vsega sveta. V prvih treh letih je muzej obiskalo skoraj 4 milijone turistov, s čimer so ustvarili približno 500 milijonov EUR gospodarske dejavnosti. Deželni svet je ocenil, da je denar, ki so ga obiskovalci porabili za hotele, restavracije, trgovine in prevoz, omogočil pobiranje 100 milijonov EUR davka, kar je več kot je plačalo za stroške gradnje.
Stavba je bila predstavljena v filmu Jamesa Bonda iz leta 1999 Vse in še svet  (The World Is Not Enough) v prednaslovnem prizoru in tamilskem filmu Sivaji (2007), v katerem je prizorišče za glasbeni video pesmi Style, ki jo je sestavil AR Rahman. Glasbeni video posnetek Mariah Carey Sweetheart, ki ga je režiral Hype Williams, prikazuje pevce Jermaine Dupri in Carey na različnih lokacijah v Guggenheimovem muzeju v Bilbau.

## Kritike
Tako imenovani učinek Bilbao se nanaša na to, kako je muzej spremenil mesto. Izraz pa so uporabili tudi kritiki, ki so muzej obsodili kot simbol gentrifikacije in kulturnega imperializma. Wall Street Journal je predlagal, naj se učinek Bilbao imenuje anomalija Bilbao, »saj se ikonična kemija med zasnovo stavbe, njeno podobo in javnostjo izkaže za precej redko«.
Umetnostni kritik Brian O'Doherty je bil pozitiven glede pristopa k stavbi, vendar je kritiziral notranji učinek muzeja, rekoč: »Ko pridete v zaprte prostore, so stvari nekoliko drugačne. Tudi tako imenovana dela, specifična za zanj, me niso preveč osrečila. Večina notranjih prostorov je preobsežnih«. V nadaljevanju je opisal, kako so dela Braquea, Picassa in Rodčenka »izgledala nesmiselno« in drobna na stenah muzeja.

## Vodstvo in incident s poneverbo leta 2007
Glede na poročilo, ki ga je leta 2007 izdalo baskovsko računsko sodišče, je muzej za nakup umetnine med letoma 2002 in 2005 plačal več kot 27 milijonov ameriških dolarjev, vključno s Serriovo The Matter of Time za kavernozno pritlično galerijo. Potem ko je druga revizija leta 2008 razkrila, da na računih manjka denar , je fundacija dejala, da je zoper direktorja Roberta Cearsola Barrenetxea vložila tožbo »zaradi finančnih in računovodskih nepravilnosti« in trdila, da je priznal, da je denar preusmeril iz dveh ki od leta 1998 upravljajo stavbo Guggenheim Bilbao in njeno umetniško zbirko  na svoj račun.

## Galerija
- Bilbao Guggenheim
- Bilbao Guggenheim
- Bilbao Guggenheim
- Bilbao Puppy, Jeff Koons
- Bilbao Guggenheim, zadaj
- Akril na umetniškem papirju naslikal Iñaki Crespo
- Guggenheimov muzej ponoči
- Guggenheim ob sončnem zahodu